# De gouden sporen
De gouden sporen is het tweede stripverhaal uit de reeks van De Rode Ridder. Het werd geschreven door Willy Vandersteen en getekend door hemzelf samen met medewerkers als Karel Verschuere, Eduard De Rop en Willy's zoon Bob Vandersteen. De eerste albumuitgave was in 1960.

## Het verhaal
Het verhaal speelt zich ergens in Vlaanderen af, waar Johan kennis maakt met drie schildknapen: Erik, Erwin en Kurt. Allen zijn op weg om opgeleid te worden tot ridders. Johan besluit hen hiermee te helpen en gaat samen met hen op weg naar de Reigershoeve. Hun verblijf dreigt hier verstoord te worden als er een roversbende in de buurt blijkt te zijn die de versterkte hoeve wil belegeren. Erwin en Erik, beiden van adel, besluiten te vluchten, maar keren noodgedwongen terug. In de strijd sneuvelen Erik en Kurt, maar ook roverhoofdman Baldur wordt gedood door Johan. Hierdoor wordt de strijd uiteindelijk door de hoevebewoners gewonnen. Erwin, de enige overlevende schildknaap, weigert de gouden sporen van verdienste en besluit pas terug te komen als een waardig ridder.

## Achtergronden bij het verhaal
- Het verhaal is een van de populairste Rode Ridder-albums. Zo eindigde het op de eerste plaats in een bevraging van stripspeciaalzaak.be lezers[2].